# Tverrbrekka
Tverrbrekka är ett bergspass i Antarktis. Det ligger i Östantarktis. Norge gör anspråk på området. Tverrbrekka ligger 1 777 meter över havet.
Terrängen runt Tverrbrekka är varierad. Trakten är obefolkad. Det finns inga samhällen i närheten. 